# Stănești (gmina w okręgu Giurgiu)
Stănești – gmina w Rumunii, w okręgu Giurgiu. Obejmuje miejscowości Bălanu, Ghizdaru, Oncești i Stănești. W 2011 roku liczyła 3000 mieszkańców. 